# New Amici
New Amici ist ein Brettspiel zum spielerischen Erlernen von Fremdsprachen. Es kann gemeinsam von Lernern verschiedener Niveaustufen und Lernrichtungen (z. B. in der deutsch-spanisches Version von Deutsch lernenden Spaniern und Spanisch lernenden Deutschen) gespielt werden. Das Spiel baut hierbei stark auf Übersetzungen, enthält aber auch Fragen zur Landeskunde und Rollenspielelemente.

## Spielziel
Das Spiel zerfällt in drei Runden: Die Heimatrunde, die Reiserunde und die Finalrunde. In den beiden ersten Runden wandern die Spieler über das Spielfeld und lösen Aufgaben ihrer eigenen Niveaustufe. Ziel ist, möglichst schnell durch richtige Antworten die Finalrunde zu erreichen, in der das gezeigte Wissen überprüft und dadurch der Sieger ermittelt wird.

## Entwicklung
Das Spiel wurde 2002 in Norwegen zum Erlernen von Englisch, Deutsch und Französisch für Norweger unter dem Namen New Amigos entwickelt. Sein Erfinder, Lakki Patey, ist ein norwegischer Musiker, der international viel unterwegs war. 2004 wurde es vom Vermarkter Californian Products, der Gesellschaftsspiele und Sportbekleidung vertreibt, unter der heutigen Bezeichnung in den Versionen Deutsch-Englisch, -Spanisch, -Italienisch und -Französisch auf den deutschen Markt gebracht. 2006 erschien das Spiel auch in Österreich. In Deutschland wird das Spiel seit 2008 vom Hueber Verlag vertrieben und es kamen neu die Versionen Deutsch-Russisch, Deutsch-Japanisch, Deutsch-Chinesisch und Deutsch-Türkisch in den Handel. Das Spiel wurde bis heute etwa 137.000 mal verkauft und wird mittlerweile auch in den Niederlanden und in Frankreich vertrieben.
Gefördert wird die Verbreitung des Spiels in Deutschland von verschiedenen Verbänden von Sprachlehrern und Stiftungen.